# 大棟山
大棟山，又名龜崙山，位於新北市樹林區與桃園市龜山區交界處，海拔405公尺，有一等三角點及土地調查局的圖根點基石各一顆，為台灣小百岳之一。山頂有座鐵塔。向北可遠眺林口台地及桃園市一帶。

## 簡介
大棟山與大同山、青龍嶺相鄰且座落於新北市樹林區、桃園市龜山區交界處，屬於林口台地的脈稜；其中，大棟山是林口台地脈稜的最高峰，擁有一等三角點，名列台灣小百岳。

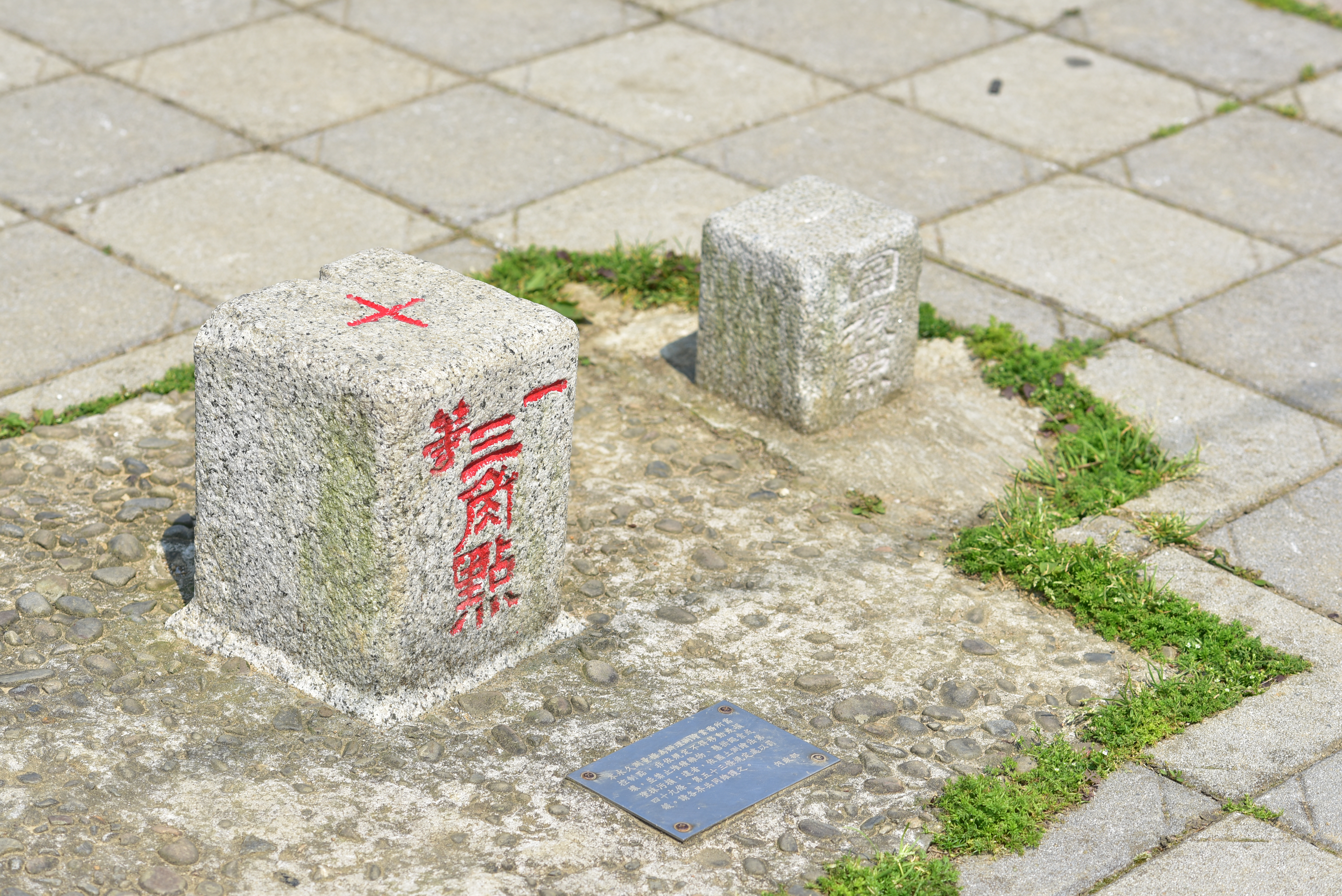
一等三角點&圖根點
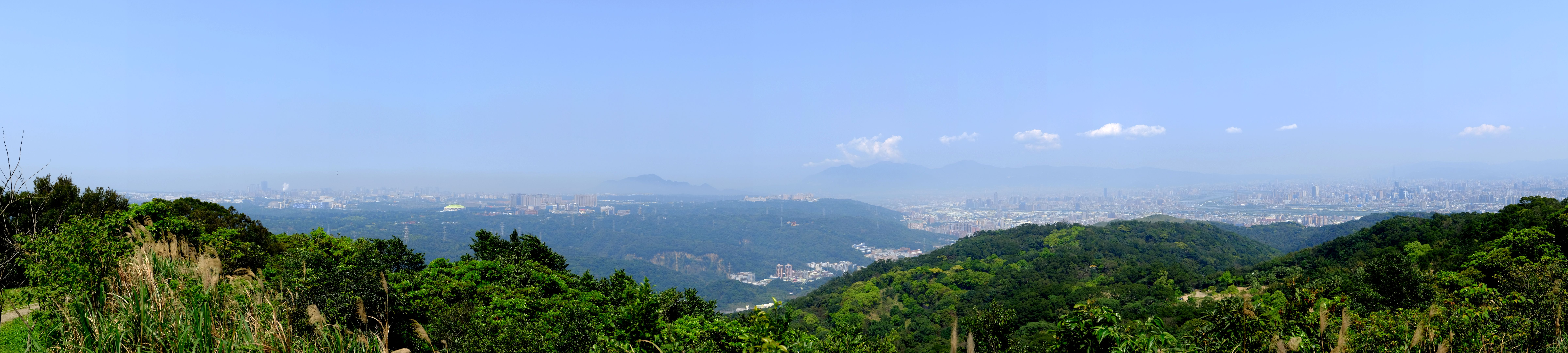
大棟山頂展望
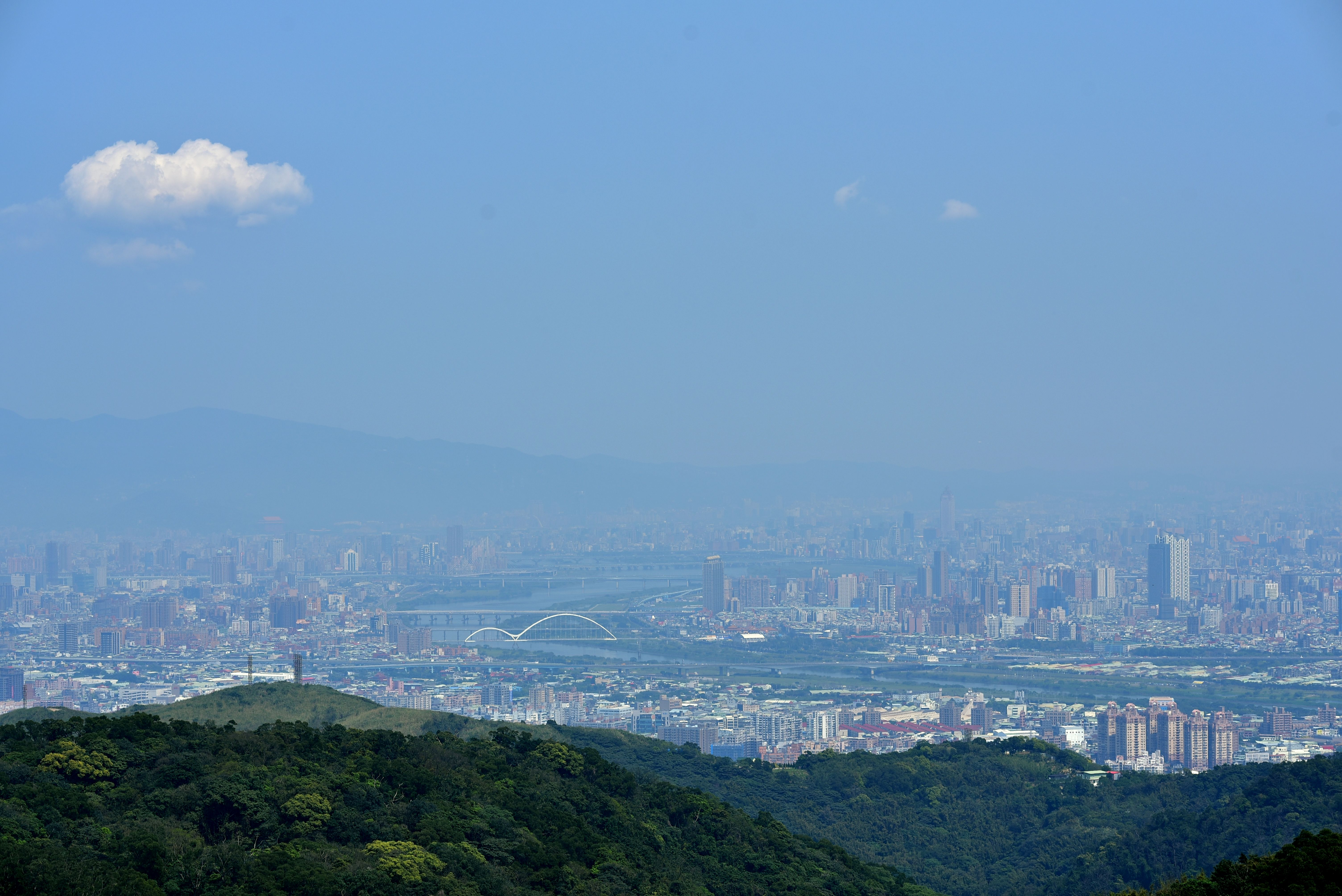
大棟山頂眺望三角埔頂山&新月橋
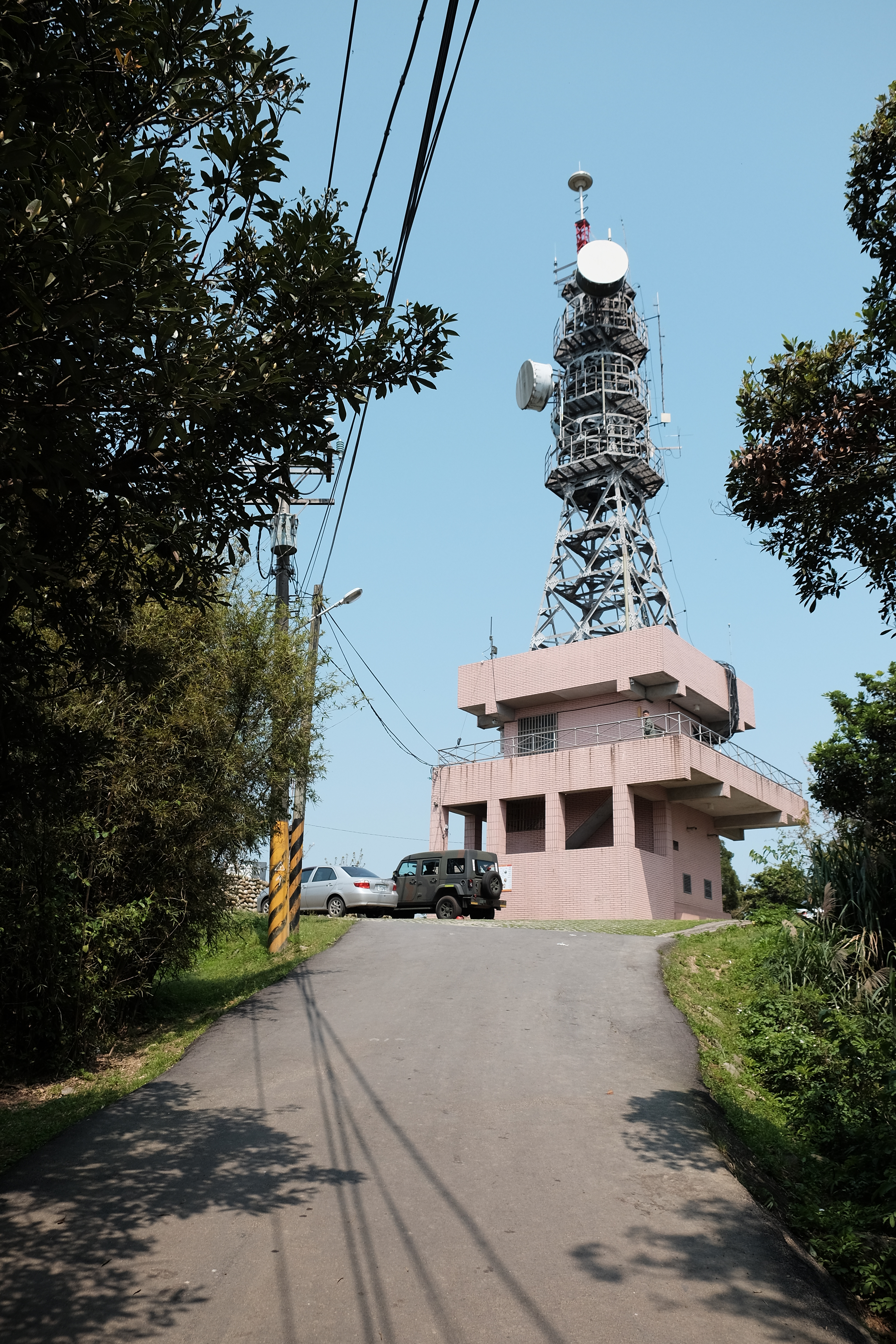
大棟山頂之水文觀測站

## 鄰近景點
- 山佳車站
- 普世宮
- 石觀音寺
- 五路財神廟